# 平原河谷镇
平原河谷镇（法語：Plaine-et-Vallées，法語發音：[plɛn e vale]）是法国德塞夫勒省的一个市镇，属于布雷叙尔区。该市镇于2019年由原市镇瓦龙、布里、圣茹安德马尔讷和泰泽-莫莱合并而成，行政中心位于瓦龙。

## 地名
该市镇得名于图阿尔平原（Plaine de Thouars）、迪沃河谷（Vallée de la Dive）和图埃河谷（Vallée du Thouet）。

## 地理
平原河谷镇（46°53'52"N, 0°4'47"W）面积89.74 平方千米，位于法国新阿基坦大区德塞夫勒省，该省份为法国西部内陆省份，北起曼恩-卢瓦尔省，西接旺代省，南至夏朗德省和滨海夏朗德省，东临维埃纳省。
与平原河谷镇接壤的市镇（或旧市镇、城区）包括：圣朗、阿尔赛、蒙孔图尔、马尔讷、艾尔沃、伊赖、圣热内鲁、聖瓦朗、吕宰、圖阿爾、圣莱热德蒙布兰。
平原河谷镇的时区为UTC+01:00、UTC+02:00（夏令时）。

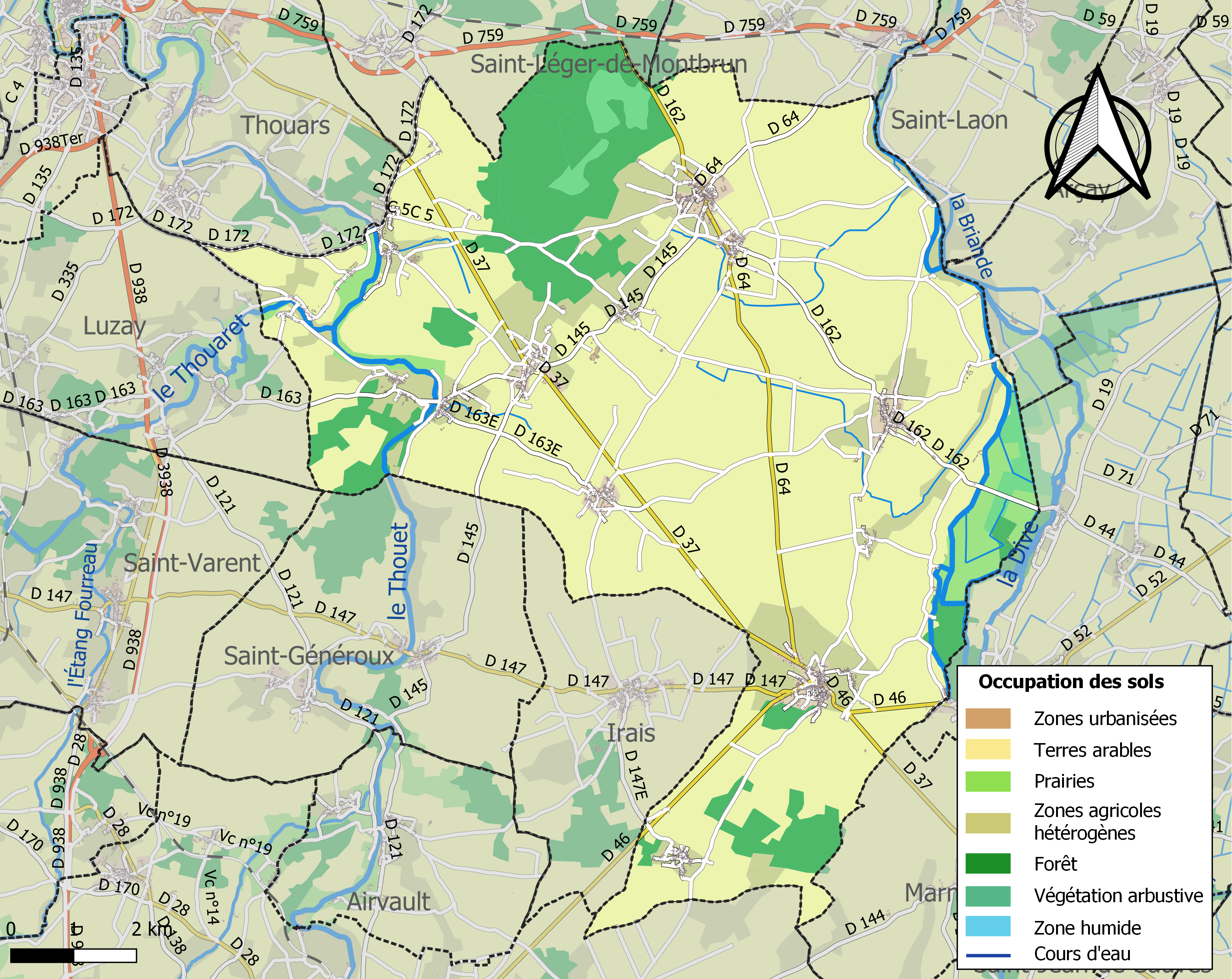
平原河谷镇的OSM定位图

## 行政
平原河谷镇的邮政编码为79100，INSEE市镇编码为79196。

## 政治
平原河谷镇所属的省级选区为图埃河谷县。

## 人口
平原河谷镇于2022年1月1日时的人口数量为2334人。